# Театр смерти (фильм, 1966)
«Театр смерти» — кинофильм.

## Сюжет
Парижский Театр смерти специализируется на ужасных представлениях. Полицейский врач увлекается одним из актеров. Когда обескровленные тела начинают находить по всему городу, доктор понимает, что это может быть связано с театром.